# Beschäftigungsverbot
Das Beschäftigungsverbot ist im deutschen Arbeitsrecht das gesetzliche Verbot, einen Arbeitnehmer mit Erwerbstätigkeiten zu beschäftigen. Es befreit den Arbeitnehmer von seiner Arbeitspflicht. Beschäftigungsverbote dienen zumeist dem Schutz der Arbeitnehmer beispielsweise vor Gesundheitsrisiken, so u. a. im Rahmen des Mutterschutzes sowie des Kinder- und Jugendschutzes.
Ferner gilt in Deutschland ein grundsätzliches Beschäftigungsverbot für Ausländer ohne Aufenthaltserlaubnis zum Schutz des Arbeitsmarktes. Ein Beschäftigungsverbot kann auch aufgrund der wettbewerbswidrigen Abwerbung von Arbeitnehmern gerichtlich verhängt werden.
Vom Beschäftigungsverbot ist das strafrechtliche Berufsverbot abzugrenzen, das gegen Personen verhängt werden kann, die unter Ausübung ihres Berufes oder Gewerbes straffällig wurden.
Beschäftigungsverbote wenden sich in Deutschland vorrangig an den Arbeitgeber, zuweilen aber auch an beide Parteien des Arbeitsverhältnisses. Weist ein Arbeitgeber einem Arbeitnehmer verbotswidrig Arbeiten zu, so kann der Arbeitnehmer die Arbeitsleistung verweigern, ohne seinen Anspruch auf Arbeitsentgelt zu verlieren. Allerdings steht dem Arbeitnehmer bei Beachtung des Beschäftigungsverbots ein Anspruch auf Arbeitsentgelt nur dann zu, wenn dies gesetzlich oder tarifvertraglich vorgesehen ist. Beschäftigungsverbote dienen vorwiegend dem Arbeits- und Gesundheitsschutz der Arbeitnehmer. Das Gesetz will durch die zwingende Anordnung eines Beschäftigungsverbots einen Entscheidungsdruck vom Arbeitnehmer nehmen, ob er freiwillig einen überobligatorischen Einsatz zeigen oder den gesetzlichen Schutz in Anspruch nehmen will.

## Arten
Beschäftigungsverbote finden sich in Deutschland unter anderem im Jugendarbeitsschutzgesetz (JArbSchG). So verbietet § 5 Abs. 1 JArbSchG die Kinderarbeit, § 22 Abs. 1 JArbSchG gefährliche Arbeiten, § 23 Abs. 1 JArbSchG Akkordarbeit oder tempoabhängige Arbeit, § 24 Abs. 1 JArbSchG die Arbeit unter Tage sowie § 25 Abs. 1 JArbSchG die Beschäftigung, Beaufsichtigung, Anweisung oder Ausbildung von Jugendlichen durch bestimmte Personen, die wegen Verbrechen oder Straftaten rechtskräftig verurteilt worden sind.
Daneben finden sich im Mutterschutzgesetz (MuSchG) Beschäftigungsverbote zum Mutterschutz. Ist das Leben oder die Gesundheit der Mutter oder des Kindes durch die weitere Beschäftigung gefährdet, so darf die werdende Mutter nach § 2 Abs. 3 MuSchG nicht beschäftigt werden. Das absolute Dienstleistungsverbot ist zwingendes Recht. In den letzten sechs Wochen vor der Entbindung darf die werdende Mutter außer auf ausdrücklichen eigenen Wunsch nicht mehr beschäftigt werden (§ 3 Abs. 1 MuSchG). Daneben bestehen je nach Art der Beschäftigung weitere Beschäftigungsverbote in den §§ 4 bis § 6, § 10 Abs. 3, § 13 Abs. 1 Nr. 3 und § 16 MuSchG. § 3 Abs. 2 MuSchG enthält Beschäftigungsverbote für den Zeitraum von acht bis zwölf Wochen nach der Entbindung. In der Zeit des Beschäftigungsverbotes ist nach Maßgabe des § 18 MuSchG der Mutterschutzlohn zu zahlen. Frauen, die wegen ihrer wirtschaftlichen Unselbstständigkeit als arbeitnehmerähnliche Person anzusehen sind, erhalten keinen Mutterschutzlohn, da die Anwendbarkeit des § 18 MuSchG gemäß § 1 Abs. 2 Nr. 7 MuSchG ausgeschlossen ist. Auch selbständige Schwangere erhalten keinen Mutterschutzlohn, da das MuSchG auf Selbständige nicht anwendbar ist. Unter dem Motto „Mutterschutz für alle“ wurde daher 2022 eine Bundestagspetition gestartet. Die Petition wurde begleitet von einer umfangreichen Kampagne in den sozialen Medien und von diversen Fernsehberichten.
Bei Beamten, Soldaten und Richtern wird das Beschäftigungsverbot auch als Dienstleistungsverbot bezeichnet. Die Mitwirkung einer Richterin an der Hauptverhandlung während der Mutterschutzfrist führt wegen eines absoluten Dienstleistungsverbots zur gesetzeswidrigen Besetzung eines Gerichts mit der Folge eines absoluten Revisionsgrundes (§ 338 Nr. 1 StPO).
Das Infektionsschutzgesetz (IfSG) spricht in § 42 Abs. 1 IfSG ein Beschäftigungsverbot für mit bestimmten Infektionen erkrankte Personen aus, die nicht tätig sein oder beschäftigt werden dürfen bei der Herstellung, Behandlung oder dem Inverkehrbringen von Lebensmitteln, wenn sie dabei mit diesen in Berührung kommen oder in Küchen von Gaststätten und sonstigen Einrichtungen mit oder zur Gemeinschaftsverpflegung tätig sein sollen. § 43 Abs. 1 IfSG verlangt deshalb, dass Personen diese Tätigkeiten erstmals nur dann ausüben und mit diesen Tätigkeiten erstmals nur dann beschäftigt werden dürfen, wenn durch eine nicht mehr als drei Monate alte Bescheinigung des Gesundheitsamtes (Gesundheitszeugnis) oder eines vom Gesundheitsamt beauftragten Arztes die Unbedenklichkeit nachgewiesen ist.

## Geschichte
Ein Beschäftigungsverbot für Frauen im Bauhauptgewerbe wurde 1934 über die Arbeitszeitordnung eingeführt. Nach Kriegsende wurde dieses 1946 wegen eines Mangels an männlichen Arbeitskräften ausgesetzt, in der BRD jedoch 1955 wieder eingeführt. Diese Regelungen wurden im Zuge der Wiedervereinigung 1994 vollständig aufgehoben. In der DDR hatte es kein generelles Verbot, stattdessen gezielte Arbeitsschutzmaßnahmen gegeben.
In die Zeit des Nationalsozialismus fällt auch die Einführung eines Beschäftigungsverbots für Frauen im Landverkehr, welches 1971 durch konkrete Arbeitsschutzmaßnahmen abgelöst wurde.